# Marion Reimers
Marion Renate Reimers Tusche (Ciudad de México, 2 de agosto de 1985) es una periodista deportiva, narradora, conductora y profesora mexicana. Fue reconocida por su paso en Fox Sports Latinoamérica y Fox Deportes, donde presentó el programa nocturno de noticias deportivas Central Fox desde 2008 hasta 2021. Actualmente colabora para TNT Sports México, y también es cofundadora y presidenta de la ONG Versus.
En contraparte, ha sido duramente cuestionada por las acusaciones en su contra de acoso sexual y laboral. Así como de plagio en algunas de sus publicaciones.

## Primeros años y educación
Marion Renate Reimers Tusche nació el 2 de agosto de 1985 en la Ciudad de México. Es de ascendencia alemana. Practicó desde los cuatro años de edad diferentes deportes como natación, tenis, fútbol, atletismo y fue campeona nacional de karate. Estudio historia del arte y fotografía en Florencia, Italia, posteriormente decidió estudiar comunicación en el Instituto Tecnológico y de Estudios Superiores de Monterrey, donde se licenció en 2010.
En 2014, realizó una maestría en periodismo en la Universidad Torcuato Di Tella en Argentina en conjunto con el diario La Nación.

## Carrera

#### Fox Sports México
Inició en 2006 como redactora en Fox Sports Latinoamérica. En 2007 comenzó labores como reportera y presentadora los fines de semana. En 2008 se convirtió en la presentadora titular del programa Central Fox.
Reimers comenzó a llamar a los partidos de la Liga MX Femenil en Fox Sports 2 en México como analista de partidos y co-comentarista cuando la liga se lanzó en julio de 2017. Se convirtió en la comentarista principal de juego en julio de 2019. También es comentarista de los partidos de la Bundesliga en Fox Sports México y Fox Sports Centroamérica.
Fue condecorada ese mismo año con el premio “Revelación femenina en el periodismo deportivo” por parte del Instituto Superior del Periodismo Deportivo en Buenos Aires. Ha cubierto numerosos eventos, como los Juegos Olímpicos de 2012 y 2016, la Copa Mundial de la FIFA de 2010, 2014 y 2018, la Liga de Campeones de la UEFA de 2015, 2016 y 2019, y la Copa Libertadores.  
En 2015, Reimers se convirtió en la primera mujer mexicana en ser nominada a un premio Emmy de deportes en Estados Unidos. Fue nominada como Personalidad Deportiva Destacada en el Aire en español.  El 31 de mayo de 2019, se anunció que Reimers sería la primera mujer mexicana en narrar una final de la Champions League, el 1 de junio de ese año, transmitido por el canal Fox Sports.
El 4 de agosto de 2021, Reimers anuncia que dejará Fox Sports después de quince años para ir a TNT Sports México, donde seguirá narrando partidos y finales de la Champions League.
En la conmemoración del Día Internacional de la Mujer, Reimers fue invitada por la ONU a la  67 Sesión de la Comisión del Estatus Jurídico de la Mujer (CSW67). En dicho evento habló del acoso digital que ha sufrido.

## Otros proyectos

#### Negocios
En mayo de 2021, Reimers, junto a su pareja Leonora Milán, se unió al grupo de inversionistas minoritarios del equipo de la National Women's Soccer League Washington Spirit.

#### Filantropía
Reimers se identifica como feminista. En 2017, cofundó Versus, una organización no gubernamental y sin ánimo de lucro dedicada a concienciar al público y a combatir la discriminación de género, raza y clase en el periodismo deportivo. También es la presidenta de Versus México. La organización se lanzó con un vídeo viral en YouTube en el que aparecen Reimers, Vero Rodríguez, y Jimena Sánchez. El video muestra cómo son recibidas con comentarios dañinos, violentos y misóginos debido a su papel como mujeres en el deporte.

#### Escribir
Reimers ha colaborado con publicaciones como La Nación y The New York Times. Su primer libro, ¡Juega como niña!, se publicó el 16 de abril de 2021.
Respecto al libro Pioneras, es acusada de plagio.

## Vida privada
En 2012, Reimers trasladó a Argentina para realizar un intercambio laboral con Fox Sports Cono Sur, formando parte de la programación de dicha cadena, además de realizar estudios académicos en ese país. Domina varios idiomas, entre ellos, inglés, italiano y alemán. Le gusta la lectura, la fotografía y la música. 
Reimers es profesora de periodismo en el Tecnológico de Monterrey de la Ciudad de México. Comienza la retransmisión de cada partido en el saque de honor del primer tiempo con su característica fase de captura: "Con el privilegio de estar siempre cerca del balón".
Reimers es miembro de la comunidad LGBTQ+. Mantuvo una relación con la científica y locutora Leonora Milán.

## Coberturas
Ha participado en coberturas de eventos importantes a nivel internacional.
- Bundesliga en  Alemania
- Copa América 2011 en  Argentina
- Juegos Olímpicos 2012 en  Londres
- Copa Mundial de Fútbol de 2018 en  Rusia
- Juegos Olímpicos 2016 en  Río de Janeiro
- Copa Mundial de Fútbol de 2014 en  Brasil
- Copa Mundial de Fútbol de 2010 en  Sudáfrica
- Juegos Panamericanos de 2011 en  Guadalajara
- Final UEFA Champions League 2014/15 en  Berlín
- Final UEFA Champions League 2018/19 en  Madrid
- Final UEFA Champions League 2020/21 en  Oporto
- Final UEFA Champions League 2021/22 en  París

## Televisión
Programas
| Inicio      | Programa                                  | Canales                    |
| ----------- | ----------------------------------------- | -------------------------- |
| 2013-2021   | Central Fox                               | Fox Sports (Latinoamérica) |
| 2014-2021   | Fox Sports Radio                          | Fox Sports (Latinoamérica) |
| 2015 - 2021 | Transmisiones de la Bundesliga            | Fox Sports (Latinoamérica) |
| 2016 - 2021 | Transmisiones de la UEFA Champions League | Fox Sports (Latinoamérica) |
| 2021        | Transmisiones de la UEFA Champions League | TNT Sports                 |
| 2017 - 2021 | Transmisiones de la LigaMX Femenil        | Fox Sports (Latinoamérica) |
| 2021 -      | Todos Somos Técnicos                      | TNT Sports                 |

- Horarios del Centro de México

## Reconocimientos
| Año  | Reconocimiento                                                   | Resultado |
| ---- | ---------------------------------------------------------------- | --------- |
| 2008 | Medalla al Mérito en comunicaciones y periodismo del ITESM       | Ganadora  |
| 2012 | Revelación femenina en el periodismo deportivo 2012 en Argentina | Ganadora  |
| 2015 | Emmy a Personalidad en programas deportivos de habla hispana.    | Nominada  |